# Керолајн Кенеди
Керолајн Бувије Кенеди (енгл. Caroline Bouvier Kennedy; 27. новембар 1957) је амерички писац и кандидат председника Барака Обаме за амбасадора Јапана.
Рођена је у њујоршком Корнел Медикал Сентру, као ћерка тадашњег председника САД, Џона Фицџералда Кенедија и тада прве даме САД, Џеклин Ли Бувије Кенеди. Након атентата на њеног оца 1963, њен брат и мајка и она сместили су се у Апер Ист Сајд, у Менхетну, где је кренула у школу.
Још као мала, је била често фотографисана како јаше на њеном понију Макаронију, око Беле куће. Слика мале Керолајн, је инспирисала кантаутора Нејла Дајмонда, који је написао њену хит песму Sweet Caroline, која је била објављена 2007, на њеном 50. рођендану. Историчари су Каролајн описали као дечју, стидљиву али добру особу.
Након што је дипломирала на Редклиф колеџу, запослила се у музеју Метрополитен, где је упознала будућег супруга, изложбеног дизајнера Едвина Шлозберга, с којим има троје деце: Роуз, Татјану и Џона.